# Monte Tamaro
Der Monte Tamaro (Ausspracheⓘ) ist ein 1960 m ü. M. hoher Berg im Schweizer Kanton Tessin oberhalb des Ortes Rivera.
Auf La Manèra (1858 m), dem östlichen Nebengipfel des Monte Tamaro, befindet sich eine grosse Richtfunkstation der Swisscom. Über sie werden Teile der Verbindungen aus dem Tessin in die Deutschschweiz übertragen.

## Kapelle
Die vom Tessiner Architekten Mario Botta ab 1990 entworfene und zwischen 1992 und 1994 erbaute Cappella di S. Maria degli Angeli auf der Alpe Foppa (1567 m) machte den Ort überregional bekannt. Die am 1. September 1996 eingeweihte und mit Malereien von Enzo Cucchi ausgeschmückte Kapelle ist über eine Luftseilbahn zu erreichen.

## Tourismus
Im Bereich der Alpe Foppa (ca. 1530 m, bei der Bergstation der Seilbahn von Rivera) am Nordosthang des Berges gibt es eine Sommerschlittelbahn, eine Tyrolienne, ein Restaurant, ein Kinderspielplatz, diverse Wanderungen und Mountainbike-Parcours. Auf der Mittelstation befindet sich der Seilpark Monte Tamaro.
An den Hängen des Monte Tamaro fanden die Mountainbike-Weltmeisterschaften 2003 statt.
Eine Wanderroute führt vom Monte Tamaro in etwa 4½ Stunden über mehrere weitere Gipfel zum Monte Lema (1624 m).
Bei gutem Wetter reicht die Aussicht bis zum Monte-Rosa-Massiv und zum Matterhorn. Dies macht den Gipfel des Monte Tamaro zu einem der wenigen Aussichtspunkte, die einen gleichzeitigen Blick auf den tiefstgelegenen (am Lago Maggiore) und den höchstgelegenen Punkt (Dufourspitze) der Schweiz erlauben.

Val Veddasca und Monte Tamaro, historisches Luftbild von Werner Friedli (1954)
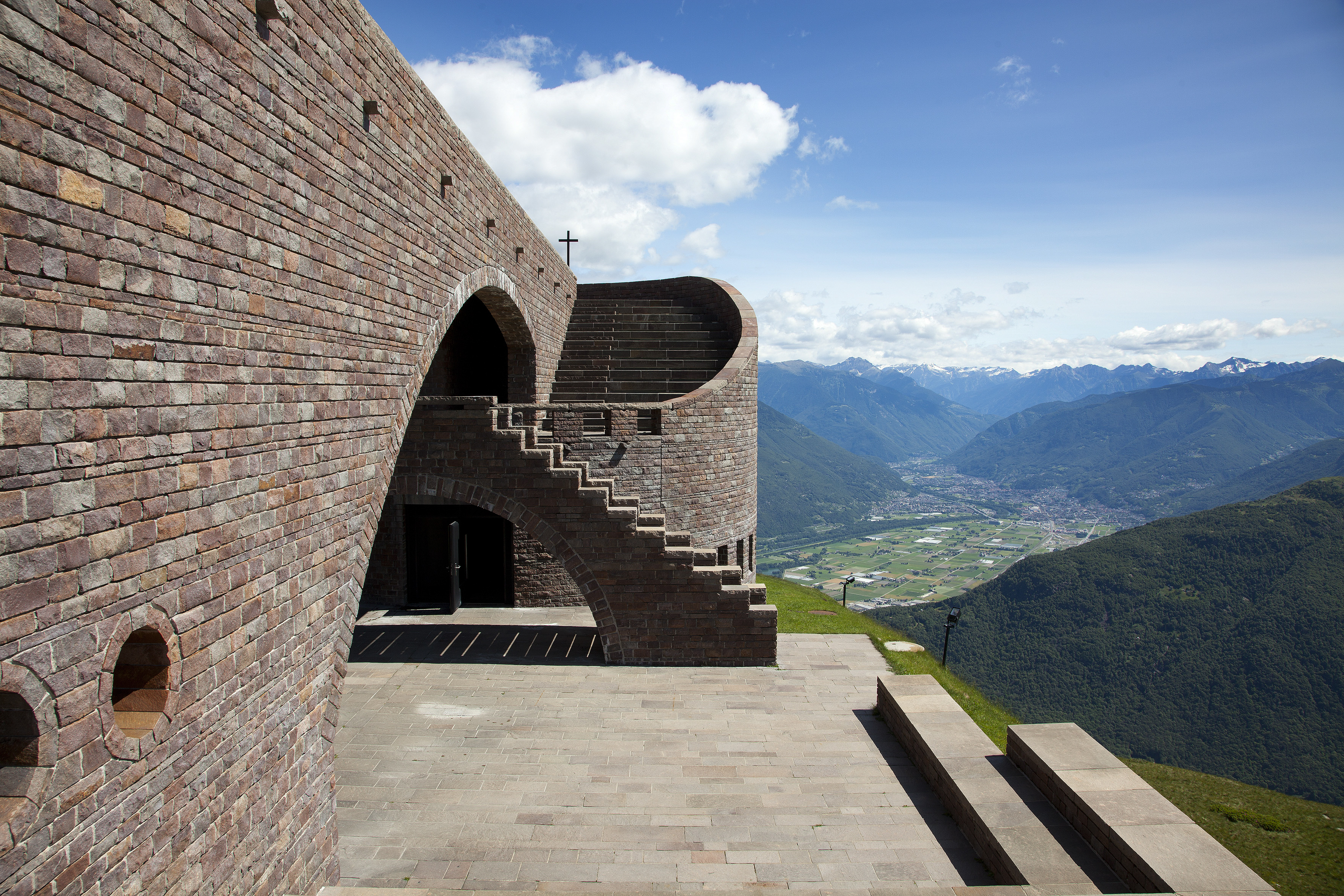
Santa Maria degli Angeli